# Klaus Jürgen Gantzel
Klaus Jürgen Gantzel (* 21. Februar 1934 in Köln-Lindenthal) ist ein deutscher Politikwissenschaftler.

## Leben
Von 1956 bis 1961 studierte er Wirtschaftswissenschaften an der Universität zu Köln (1958: Diplom-Kaufmann mit der Diplomarbeit: Die Werbewirkung der Farbe bei der Verkaufsverpackung, mit Beispielen aus dem kosmetischen Warenkreis, 1961: Promotion zum Dr. rer. pol. mit der Dissertation: Wesen und Begriff der mittelständischen Unternehmung). Von 1963 bis 1964 absolvierte er ein Zweitstudium politische Wissenschaft und Philosophie in Köln. Von 1964 bis 1970 setzte er das Zweitstudium (politische Wissenschaft, Soziologie, Wissenschaftslehre und Methodologie) durch Assistentur an der damaligen Wirtschaftshochschule, später Universität Mannheim fort. Nach der Habilitation 1970 mit der Habilitationsschrift Beiträge zur empirischen Grundlagenforschung in der Internationalen Politik wurde er zum Privatdozenten für Politische Wissenschaft durch die Vereinigten Konvente der Fakultäten für Sozialwissenschaften und für Nationalökonomie und Statistik in Mannheim ernannt. Von 1970 bis 1975 war er Forschungsgruppenleiter der Hessischen Stiftung Friedens- und Konfliktforschung. Von 1975 bis 1999 lehrte er als Professor für Politische Wissenschaft an der Universität Hamburg.

## Schriften (Auswahl)
- Wesen und Begriff der mittelständischen Unternehmung (= Abhandlungen zur Mittelstandsforschung. 4, ISSN 0567-5014). Westdeutscher Verlag, Köln u. a. 1962, OCLC 1012241767, (Zugleich: Köln, Universität, Dissertation, 1961).
- mit Volker Rittberger, Gisela Kress: Konflikt – Eskalation – Krise. Sozialwissenschaftliche Studien zum Ausbruch des Ersten Weltkrieges. Bertelsmann Universitätsverlag, Düsseldorf 1972, ISBN 3-571-09013-6.
- als Herausgeber: System und Akteur. Beiträge zur vergleichenden Kriegsursachenforschung. Bertelsmann Universitätsverlag, Düsseldorf 1972, ISBN 3-571-09171-X, (Zugleich: Mannheim, Universität, Habilitations-Schrift, 1970).
- als Herausgeber: Kolonialrechtswissenschaft, Kriegsursachenforschung, Internationale Angelegenheiten. Materialien und Interpretationen zur Geschichte des Instituts für Internationale Angelegenheiten der Universität Hamburg 1923–1983 im Widerstreit der Interessen (= Veröffentlichungen aus dem Institut für Internationale Angelegenheiten der Universität Hamburg. 12). Nomos, Baden-Baden 1983, ISBN 3-7890-0943-1.
- als Herausgeber: Wissenschaftliche Verantwortung und politische Macht. Zum wissenschaftlichen Umgang mit der Kriegschuldfrage 1914, mit Versöhnungsdiplomatie und mit dem nationalsozialistischen Grossmachtstreben. Wissenschaftsgeschichtliche Untersuchungen zum Umfeld und zur Entwicklung des Instituts für Auswärtige Politik Hamburg-Berlin 1923–1945 (= Hamburger Beiträge zur Wissenschaftsgeschichte. 2). Reimer, Berlin u. a. 1986, ISBN 3-496-00855-5.
- mit Torsten Schwinghammer: Die Kriege nach dem Zweiten Weltkrieg 1945 bis 1992. Daten und Tendenzen (= Kriege und militante Konflikte. 1). Lit, Münster u. a. 1995, ISBN 3-88660-756-9.